# Christoph Winnefeld
Christoph Winnefeld (* 19. November 1980 in Salzburg) ist ein deutsch-luxemburgischer Wirtschaftswissenschaftler und Hochschuldozent für Finanzwirtschaft und Bankbetriebslehre. Seine Arbeitsschwerpunkte liegen in Finanzmarktregulierung, Geldwäschebekämpfung (AML/CFT) und Compliance.

## Werdegang
Winnefeld studierte Betriebswirtschaftslehre an der Universität Passau und promovierte an der Universität Trier zum Dr. rer. pol. Seit 2011 ist er bei der Commission de Surveillance du Secteur Financier (CSSF) in Luxemburg tätig und spezialisiert sich auf die geldwäscherechtliche Aufsicht von Kreditinstituten. Zudem lehrt er als Lehrbeauftragter an der Hochschule Trier mit einem Fokus auf Compliance und Finanzbetrugsprävention.

## Forschung und Veröffentlichungen
Winnefeld war Mitautor der Studie Does Female Management Influence Firm Performance?, die den Einfluss des Frauenanteils im Bankmanagement auf die Rentabilität untersuchte. Die Analyse aufsichtsrechtlicher Daten aller Kreditinstitute in Luxemburg von 1999 bis 2013 zeigte eine positive Korrelation zwischen einem höheren Frauenanteil im Management und der Eigenkapitalrendite der Banken. Die Studie wurden in wirtschaftswissenschaftlichen Fachzeitschriften rezipiert und unter anderem in The Handbook of Board Governance  zitiert.
Seine Veröffentlichungen befassen sich mit Finanzmarktregulierung, Geldwäscheprävention und Korruptionsbekämpfung. Arbeiten von ihm erschienen unter anderem in Financial Markets and Portfolio Management,  der Zeitschrift für das gesamte Kreditwesen sowie in Cards Karten Cartes: Zeitschrift für Zahlungsverkehr und Kartendienstleistungen.

## Auszeichnungen
Für seine wissenschaftliche Arbeit erhielt Winnefeld 2016 den FMPM Best Paper Award.  Die Wirtschaftswoche berichtete 2015 im Titelthema "Weiche Quote, harte Zahlen" über seine Forschungsergebnisse.